# 默顿规范
默顿规范：美国社会学家默顿于1942年在《论科学与民主》一文中首次提出的四种规则，阐述了科学活动的规范结构——普遍主义、公有性、无私利性、有组织的怀疑主义。
1. 普遍性：科学成果的衡量标准应该是其内在价值，而非提出者的国籍、民族、宗教、阶级或其在科学上的地位。
2. 公有性：科学研究的成果不属于提出者个人，而属于全世界、全人类，是可以共享的资源。
3. 无私利性：科学家应该以科学的发展为目的进行科学研究，而不是个人私利。
4. 有条理的怀疑论：科学家决不应该在不经分析批判的前提下盲目接受任何东西。